# Stomorhina celibe
Stomorhina celibe är en tvåvingeart som först beskrevs av Peris 1951.  Stomorhina celibe ingår i släktet Stomorhina och familjen Rhiniidae. Inga underarter finns listade i Catalogue of Life.